# 刘泉声
刘泉声（1962年8月5日—），武汉大学土木建筑工程学院院长、教授。入选中华人民共和国教育部2008年度"长江学者"特聘教授，享受中国国务院政府特殊津贴。曾就读于山东矿业学院土木工程系矿井建设专业。